# さいたま市立新開小学校
さいたま市立新開小学校（さいたましりつ しびらきしょうがっこう）は、埼玉県さいたま市桜区にある公立小学校。

## 沿革
- 1977年（昭和52年） - 浦和市立新開小学校として開校。

※当時児童数が過大状態であった同市立土合小学校の学区を分離する形で学区が設定された。当時の浦和市では34番目の開校である。開校は4月1日であるが、開校記念日は校舎・室内運動場の落成式と祝賀会が行われた7月12日となっている。
- 2001年（平成13年） - 市町村合併によるさいたま市の成立に伴い、さいたま市立新開小学校となった。